# Denkmal für Kurfürst Max Emanuel

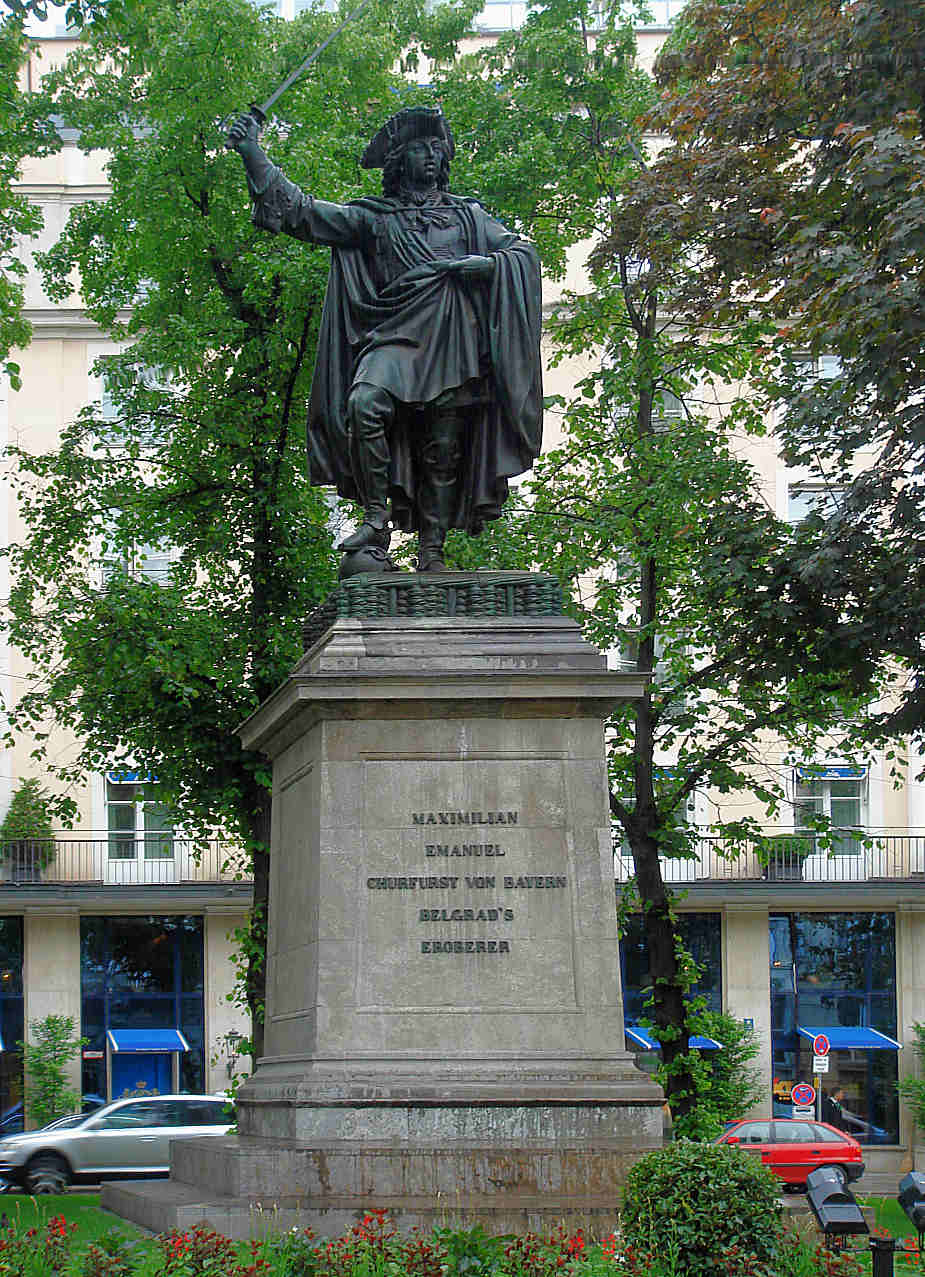
Denkmal für Kurfürst Max Emanuel

Das Denkmal für Kurfürst Maximilian II. Emanuel von Bayern ist ein Bronzestandbild im Münchener Stadtbezirk Altstadt-Lehel in der Innenstadt zwischen Theatinerstraße und Lenbachplatz. Es wurde 1861 von dem Münchener Bildhauer Friedrich Brugger, der ein Schüler von Ludwig Schwanthaler war, geschaffen und im Jahre 1864 an seinem jetzigen Standort auf dem Promenadeplatz gegenüber dem Hotel Bayerischer Hof feierlich enthüllt.

## Hintergründe
Das Denkmal zeigt auf einem mächtigen Steinsockel den bayerischen Kurfürsten Maximilian II. Emanuel in siegreicher Pose. In der Rechten gen Himmel gestreckt hält er ein Schwert, das auf seine Stärke als Feldherr im Großen Türkenkrieg hinweisen soll. Die Sockelinschrift erinnert an die von Max Emanuel befehligte Erstürmung Belgrads im Jahr 1688, die ihn in ganz Europa als Türkenbezwinger bekannt gemacht hat und zu seiner Ernennung zum Generalissimus durch den deutschen Kaiser Leopold I. führte.
Bis heute findet sein Leben und Werk sowohl in der heimischen Bevölkerung als auch bei zahlreichen Besuchern, die sich die Residenz, die Alte Pinakothek oder Schloss Fürstenried anschauen, in denen der Kurfürst in diesem Zusammenhang geschichtlich erwähnt wird, große Beachtung, sowie in einer ausführliche Schilderung seiner Politik und seines Mäzenatentums unlängst auch in einer Rede in der Katholischen Akademie in Tutzing. Sein Nachfolger war Karl VII. aus dem Hause Wittelsbach.